# Marondera
Marondera, fino al 1982 conosciuta con il nome di Marandellas, è una città nel Mashonaland East, in Zimbabwe, che conta circa 46.000 abitanti (Dato del 2002). È capoluogo del distretto di Marondera. È situata a circa 72 kilometri a est di Harare, la capitale dello Zimbabwe. È uno dei primi centri d'insediamento bianco nella ex colonia della Rhodesia del Sud ed è stato uno dei più grandi centri agricoli e importante produttore di legna, tabacco, mais, carni bovine e prodotti lattiero-caseari, fino al sequestro dei terreni di proprietà dei bianchi con la riforma agraria in Zimbabwe del 2000.

## Storia
Marondera è nata nel 1890 come casa di riposo sulla strada da Harare (ex Salisbury) a Mutare (ex Umtali). Distrutta dalla resistenza della popolazione Shona nel 1896, la città è stata spostata di circa 4 miglia (6 kilometri) a nord della linea ferroviaria Harare-Beira.
Durante la Guerra Boera la città è stata utilizzata dagli inglesi come punto per le operazioni militari nel Transvaal, mentre nel corso della Seconda guerra mondiale è stata un rifugio per sfollati polacchi.
Costituito un villaggio nel 1913, Marondera è diventata una città nel 1943 con una popolazione di 19.971 abitanti nel 1982.

## Popolazione

### Etnie e minoranze straniere
La città è un'entità multiculturale, con una grande varietà di gruppi etnici. La popolazione di Marondera conta un'alta percentuale di persone di origine malawiana, i quali antenati sono migrati e hanno occupato le aziende del tabacco che i bianchi avrebbero abbandonato a causa delle cattive condizioni di vita. Gli indigeni di Marondera discendono principalmente dalla famiglia reale degli Svosve, appartenente alla tribù degli Shona, e dalle vicine famiglie reali dei Chikwaka e Nyashanu. Sono per tradizione contadini e fattori.

### Religione
Le principali fedi religiose a Marondera sono la religione cristiana, l'evangelicismo e la setta dei mapostori, i cui seguaci seguono in maniera molto rigida i dettami dell`Antico testamento, e vestono e vivono alla maniera degli antichi profeti. L'Islam è praticato da un esiguo numero di popolazione, soprattutto di origini asiatiche e originarie del Malawi.

### Educazione
Marondera ha molte ottime scuole, che sono state in attività per molto tempo, per quanto ultimamente stanno lottando duramente fra loro per la sopravvivenza, a causa dei problemi economici che lo Zimbabwe sta affrontando. Le scuole primarie includono la Godfrey Huggins, la Tapfuma School, la Dombotombo School, la Springvale House, la Digglefold e la Ruzawi School, mentre fra le scuole secondarie ci sono la Marondera High School, la Pterhouse Group of Boarding Schools, la Rakodzi High, la Watershed, il Bernard Mizeki College, la Waddilove High School e la Nagle House. Il primo sindaco nero di Marondera è stato T. K. Muronda nel 1980.